# Eremophila caperata
Eremophila caperata är en flenörtsväxtart som beskrevs av Chinnock. Eremophila caperata ingår i släktet Eremophila och familjen flenörtsväxter. Inga underarter finns listade i Catalogue of Life.